# Gran Premio di superbike di Oschersleben 2004
Il Gran Premio di superbike di Oschersleben 2004 è stato la quinta prova su undici del campionato mondiale Superbike 2004, disputato il 30 maggio sul circuito di Oschersleben, in gara 1 ha visto la vittoria di Noriyuki Haga davanti a James Toseland e Pierfrancesco Chili, la gara 2 è stata vinta da Régis Laconi che ha preceduto James Toseland e Leon Haslam.
La vittoria nella gara valevole per il campionato mondiale Supersport 2004 è stata ottenuta da Karl Muggeridge, mentre la gara del campionato Europeo della classe Superstock viene vinta da Gianluca Vizziello.
Si rivelerà questa l'ultima gara del campionato mondiale Superbike disputata su questo circuito.

## Risultati

### Gara 1

#### Arrivati al traguardo[5]
| Pos. | Nº | Pilota               | Squadra                      | Motocicletta     | Giri | Tempo     | Griglia | Punti |
| ---- | -- | -------------------- | ---------------------------- | ---------------- | ---- | --------- | ------- | ----- |
| 1º   | 41 | Noriyuki Haga        | Renegade Ducati              | Ducati 999 RS    | 28   | 41:49.906 | 2º      | 25    |
| 2º   | 52 | James Toseland       | Ducati Fila                  | Ducati 999 F04   | 28   | +0:05.164 | 8º      | 20    |
| 3º   | 7  | Pierfrancesco Chili  | PSG - 1 Corse                | Ducati 998 RS    | 28   | +0:05.323 | 4º      | 16    |
| 4º   | 4  | Troy Corser          | Foggy Petronas Racing        | Petronas FP1     | 28   | +0:13.024 | 1º      | 13    |
| 5º   | 99 | Steve Martin         | D.F.Xtreme Sterilgarda       | Ducati 999 RS    | 28   | +0:20.182 | 6º      | 11    |
| 6º   | 55 | Régis Laconi         | Ducati Fila                  | Ducati 999 F04   | 28   | +0:24.754 | 3º      | 10    |
| 7º   | 91 | Leon Haslam          | Renegade Ducati              | Ducati 999 RS    | 28   | +0:27.300 | 12º     | 9     |
| 8º   | 72 | Jürgen Oelschläger   | Alpha Technik                | Honda CBR 1000RR | 28   | +0:30.508 | 11º     | 8     |
| 9º   | 24 | Garry McCoy          | Xerox - Ducati Nortel Net.   | Ducati 999 RS    | 28   | +0:32.261 | 10º     | 7     |
| 10º  | 6  | Mauro Sanchini       | Kawasaki Bertocchi           | Kawasaki ZX 10   | 28   | +0:37.660 | 13º     | 6     |
| 11º  | 8  | Ivan Clementi        | Kawasaki Bertocchi           | Kawasaki ZX 10   | 28   | +0:45.800 | 17º     | 5     |
| 12º  | 69 | Gianluca Nannelli    | Pedercini                    | Ducati 998 RS    | 28   | +0:48.708 | 14º     | 4     |
| 13º  | 34 | Andreas Meklau       | Yoshimura Schäfer Motorsport | Suzuki GSX 1000R | 28   | +0:52.478 | 18º     | 3     |
| 14º  | 5  | Piergiorgio Bontempi | Zongshen                     | Suzuki GSX 1000R | 28   | +1:01.527 | 16º     | 2     |
| 15º  | 17 | Chris Vermeulen      | Ten Kate Honda               | Honda CBR 1000RR | 28   | +1:03.796 | 5º      | 1     |
| 16º  | 25 | Alessio Velini       | UnionBike GiMotorsport       | Yamaha YZF R1    | 28   | +1'06.945 | 20º     |       |
| 17º  | 50 | Miguel Praia         | Xerox - Ducati Nortel Net.   | Ducati 999 RS    | 27   | +1 giro   | 23º     |       |
| 18º  | 33 | Carl Berthelsen      | Suzuki Netthandelen          | Suzuki GSX 1000R | 27   | +1 giro   | 26º     |       |

#### Ritirati
| Nº | Pilota           | Squadra                    | Motocicletta     | Giri | Griglia |
| -- | ---------------- | -------------------------- | ---------------- | ---- | ------- |
| 19 | Lucio Pedercini  | Pedercini                  | Ducati 998 RS    | 22   | 15º     |
| 20 | Marco Borciani   | D.F.Xtreme Sterilgarda     | Ducati 999 RS    | 10   | 19º     |
| 23 | Jiří Mrkývka     | JM SBK                     | Ducati 998 RS    | 10   | 21º     |
| 48 | David García     | Xerox - Ducati Nortel Net. | Ducati 999 RS    | 8    | 24º     |
| 71 | Michael Schulten | Alpha Technik              | Honda CBR 1000RR | 6    | 9º      |
| 9  | Chris Walker     | Foggy Petronas Racing      | Petronas FP1     | 5    | 7º      |

### Gara 2

#### Arrivati al traguardo[6]
| Pos. | Nº | Pilota               | Squadra                      | Motocicletta     | Giri | Tempo     | Griglia | Punti |
| ---- | -- | -------------------- | ---------------------------- | ---------------- | ---- | --------- | ------- | ----- |
| 1º   | 55 | Régis Laconi         | Ducati Fila                  | Ducati 999 F04   | 28   | 41:50.459 | 3º      | 25    |
| 2º   | 52 | James Toseland       | Ducati Fila                  | Ducati 999 F04   | 28   | +0:21.549 | 8º      | 20    |
| 3º   | 91 | Leon Haslam          | Renegade Ducati              | Ducati 999 RS    | 28   | +0:24.685 | 12º     | 16    |
| 4º   | 24 | Garry McCoy          | Xerox - Ducati Nortel Net.   | Ducati 999 RS    | 28   | +0:27.413 | 10º     | 13    |
| 5º   | 69 | Gianluca Nannelli    | Pedercini                    | Ducati 998 RS    | 28   | +0:30.621 | 14º     | 11    |
| 6º   | 6  | Mauro Sanchini       | Kawasaki Bertocchi           | Kawasaki ZX 10   | 28   | +0:36.000 | 13º     | 10    |
| 7º   | 9  | Chris Walker         | Foggy Petronas Racing        | Petronas FP1     | 28   | +0:42.083 | 7º      | 9     |
| 8º   | 17 | Chris Vermeulen      | Ten Kate Honda               | Honda CBR 1000RR | 28   | +0:46.944 | 5º      | 8     |
| 9º   | 8  | Ivan Clementi        | Kawasaki Bertocchi           | Kawasaki ZX 10   | 28   | +0:47.021 | 17º     | 7     |
| 10º  | 34 | Andreas Meklau       | Yoshimura Schäfer Motorsport | Suzuki GSX 1000R | 28   | +0:47.239 | 18º     | 6     |
| 11º  | 5  | Piergiorgio Bontempi | Zongshen                     | Suzuki GSX 1000R | 28   | +0:55.920 | 16º     | 5     |
| 12º  | 25 | Alessio Velini       | UnionBike GiMotorsport       | Yamaha YZF R1    | 28   | +0:57.480 | 20º     | 4     |
| 13º  | 23 | Jiří Mrkývka         | JM SBK                       | Ducati 998 RS    | 27   | +1 giro   | 21º     | 3     |
| 14º  | 33 | Carl Berthelsen      | Suzuki Netthandelen          | Suzuki GSX 1000R | 27   | +1 giro   | 26º     | 2     |

#### Non classificato
| Nº | Pilota         | Squadra                | Motocicletta  | Giri | Tempo    | Griglia |
| -- | -------------- | ---------------------- | ------------- | ---- | -------- | ------- |
| 20 | Marco Borciani | D.F.Xtreme Sterilgarda | Ducati 999 RS | 8    | +20 giri | 19º     |

#### Ritirati
| Nº | Pilota              | Squadra                    | Motocicletta     | Giri | Griglia |
| -- | ------------------- | -------------------------- | ---------------- | ---- | ------- |
| 41 | Noriyuki Haga       | Renegade Ducati            | Ducati 999 RS    | 22   | 2º      |
| 99 | Steve Martin        | D.F.Xtreme Sterilgarda     | Ducati 999 RS    | 17   | 6º      |
| 50 | Miguel Praia        | Xerox - Ducati Nortel Net. | Ducati 999 RS    | 16   | 23º     |
| 4  | Troy Corser         | Foggy Petronas Racing      | Petronas FP1     | 14   | 1º      |
| 72 | Jürgen Oelschläger  | Alpha Technik              | Honda CBR 1000RR | 13   | 11º     |
| 71 | Michael Schulten    | Alpha Technik              | Honda CBR 1000RR | 11   | 9º      |
| 7  | Pierfrancesco Chili | PSG - 1 Corse              | Ducati 998 RS    | 6    | 4º      |
| 19 | Lucio Pedercini     | Pedercini                  | Ducati 998 RS    | 6    | 15º     |
| 48 | David García        | Xerox - Ducati Nortel Net. | Ducati 999 RS    | 3    | 24º     |

### Supersport

#### Arrivati al traguardo
| Pos. | Nº | Pilota                   | Squadra                     | Motocicletta    | Giri | Tempo     | Griglia | Punti |
| ---- | -- | ------------------------ | --------------------------- | --------------- | ---- | --------- | ------- | ----- |
| 1º   | 31 | Karl Muggeridge          | Ten Kate Honda              | Honda CBR 600RR | 28   | 42'41.262 | 1º      | 25    |
| 2º   | 23 | Broc Parkes              | Ten Kate Honda              | Honda CBR 600RR | 28   | +0.628    | 6º      | 20    |
| 3º   | 16 | Sébastien Charpentier    | Klaffi Honda                | Honda CBR 600RR | 28   | +3.229    | 2º      | 16    |
| 4º   | 2  | Stéphane Chambon         | Suzuki Alstare Corona Extra | Suzuki GSX 600R | 28   | +17.240   | 15º     | 13    |
| 5º   | 76 | Max Neukirchner          | Klaffi Honda                | Honda CBR 600RR | 28   | +17.419   | 8º      | 11    |
| 6º   | 37 | Katsuaki Fujiwara        | Suzuki Alstare Corona Extra | Suzuki GSX 600R | 28   | +17.707   | 10º     | 10    |
| 7º   | 4  | Jurgen van den Goorbergh | Yamaha Italia               | Yamaha YZF R6   | 28   | +25.823   | 13º     | 9     |
| 8º   | 93 | Christian Kellner        | Yamaha Motor Deutschland    | Yamaha YZF R6   | 28   | +25.952   | 7º      | 8     |
| 9º   | 8  | Alessio Corradi          | Italia Megabike             | Honda CBR 600RR | 28   | +31.111   | 16º     | 7     |
| 10º  | 57 | Lorenzo Lanzi            | Ducati Breil                | Ducati 749 R    | 28   | +32.228   | 20º     | 6     |
| 11º  | 46 | Barry Veneman            | Suzuki Nederland            | Suzuki GSX 600R | 28   | +36.987   | 14º     | 5     |
| 12º  | 10 | Kai Børre Andersen       | Kawasaki Docshop Racing     | Kawasaki ZX6 RR | 28   | +37.635   | 12º     | 4     |
| 13º  | 18 | Denis Sacchetti          | Italia Megabike             | Honda CBR 600RR | 28   | +41.521   | 19º     | 3     |
| 14º  | 71 | Werner Daemen            | Alpha Technik - Van Zon     | Honda CBR 600RR | 28   | +43.487   | 11º     | 2     |
| 15º  | 45 | Sébastien Le Grelle      | LeGrelle Dholda Moto P.     | Honda CBR 600RR | 28   | +44.127   | 23º     | 1     |
| 16º  | 24 | Matthieu Lagrive         | Moto 1                      | Suzuki GSX 600R | 28   | +59.485   | 28º     |       |
| 17º  | 15 | Matteo Baiocco           | Lorenzini by Leoni          | Yamaha YZF R6   | 28   | +1'15.889 | 25º     |       |
| 18º  | 19 | Walter Tortoroglio       | Celani - Suzuki Italia      | Suzuki GSX 600R | 28   | +1'16.143 | 27º     |       |
| 19º  | 96 | Dean Ellison             | IRT Honda Israel            | Honda CBR 600RR | 28   | +1'22.813 | 29º     |       |

#### Ritirati
| Nº | Pilota            | Squadra                     | Motocicletta    | Giri | Griglia |
| -- | ----------------- | --------------------------- | --------------- | ---- | ------- |
| 99 | Fabien Foret      | Yamaha Italia               | Yamaha YZF R6   | 22   | 4º      |
| 20 | Vittorio Iannuzzo | Suzuki Alstare Corona Extra | Suzuki GSX 600R | 14   | 26º     |
| 9  | Tekkyū Kayō       | Yamaha Italia               | Yamaha YZF R6   | 11   | 17º     |
| 11 | Kevin Curtain     | Yamaha Motor Deutschland    | Yamaha YZF R6   | 9    | 3º      |
| 51 | Roman Stamm       | Suzuki Swiss                | Suzuki GSX 600R | 8    | 5º      |
| 64 | Jarno Janssen     | Suzuki Nederland            | Suzuki GSX 600R | 5    | 18º     |
| 73 | Jesco Günther     | Alphar Technik              | Honda CBR 600RR | 4    | 30º     |
| 44 | Iain MacPherson   | Alpha Technik - Van Zon     | Honda CBR 600RR | 3    | 9º      |
| 72 | Arne Tode         | Ecko Racing                 | Yamaha YZF R6   | 2    | 24º     |
| 22 | Stefano Cruciani  | Kawasaki Bertocchi          | Kawasaki ZX6 RR | 2    | 22º     |
| 25 | Giovanni Bussei   | SL Racing                   | Ducati 749 R    | 0    | 21º     |

### Superstock

#### Arrivati al traguardo
| Pos. | Nº | Pilota                | Squadra                     | Motocicletta     | Giri | Tempo     | Griglia | Punti |
| ---- | -- | --------------------- | --------------------------- | ---------------- | ---- | --------- | ------- | ----- |
| 1º   | 45 | Gianluca Vizziello    | Italia Lorenzini by Leoni   | Yamaha YZF R1    | 15   | 23'00.720 | 1º      | 25    |
| 2º   | 69 | Didier Van Keymeulen  | Yamaha Motor Germany        | Yamaha YZF R1    | 15   | +0.346    | 2º      | 20    |
| 3º   | 54 | Kenan Sofuoğlu        | Yamaha Motor Germany        | Yamaha YZF R1    | 15   | +3.372    | 5º      | 16    |
| 4º   | 76 | Bernat Martínez       | Bernat Marvimoto            | Yamaha YZF R1    | 15   | +3.817    | 7º      | 13    |
| 5º   | 5  | Riccardo Chiarello    | Suzuki Alstare Corona Extra | Suzuki GSX 1000R | 15   | +4.069    | 6º      | 11    |
| 6º   | 16 | Enrique Rocamora      | Kawasaki Bertocchi          | Kawasaki ZX10    | 15   | +5.141    | 16º     | 10    |
| 7º   | 4  | Lorenzo Alfonsi       | Italia Lorenzini by Leoni   | Yamaha YZF R1    | 15   | +5.629    | 10º     | 9     |
| 8º   | 57 | Ilario Dionisi        | Celani - Suzuki Italia      | Suzuki GSX 1000R | 15   | +9.872    | 3º      | 8     |
| 9º   | 53 | Alessandro Polita     | Rox Racing                  | Ducati 999S      | 15   | +15.179   | 19º     | 7     |
| 10º  | 14 | John Laverty          | EMS Racing                  | Suzuki GSX 1000R | 15   | +15.327   | 13º     | 6     |
| 11º  | 37 | William De Angelis    | Rox Racing                  | Ducati 999S      | 15   | +15.593   | 11º     | 5     |
| 12º  | 86 | Ayrton Badovini       | EVR Corse Biassono R.T.     | Ducati 999S      | 15   | +15.929   | 17º     | 4     |
| 13º  | 58 | Tomas Miksovsky       | Intermoto Czech Republic    | Honda CBR 1000RR | 15   | +16.944   | 21º     | 3     |
| 14º  | 7  | Fabrizio De Noni      | MNR Racing                  | Suzuki GSX 1000R | 15   | +20.996   | 12º     | 2     |
| 15º  | 77 | Nicolas Saelens       | MCT-Sitra                   | Ducati 999S      | 15   | +21.360   | 18º     | 1     |
| 16º  | 9  | Luca Scassa           | Ormeni Racing               | Kawasaki ZX10    | 15   | +27.013   | 14º     |       |
| 17º  | 48 | Grégory Fastré        | Zone Rouge                  | Yamaha YZF R1    | 15   | +31.840   | 20º     |       |
| 18º  | 81 | Marc Wildisen         | TKR Racing                  | Suzuki GSX 1000R | 15   | +32.985   | 26º     |       |
| 19º  | 75 | Ghisbert van Ginhoven | MCT-Sitra                   | Ducati 999S      | 15   | +33.202   | 27º     |       |
| 20º  | 99 | José Lombardo         | MIR Racing                  | Suzuki GSX 1000R | 15   | +40.275   | 29º     |       |
| 21º  | 93 | David Butler          | EVR Corse Biassono R.T.     | Ducati 999S      | 15   | +40.718   | 28º     |       |
| 22º  | 52 | Alessio Perilli       | Ducci - I.T. Networks F.R.  | Honda CBR 1000RR | 15   | +46.524   | 30º     |       |
| 23º  | 78 | Robert De Vries       | CRT Yamaha                  | Yamaha YZF R1    | 15   | +47.223   | 25º     |       |
| 24º  | 28 | Sepp Vermonden        | Sepp Racing - Dirk Van Mol  | Suzuki GSX 1000R | 15   | +54.641   | 35º     |       |
| 25º  | 41 | Risto Klausen         | Bike World Racing           | Honda CBR 1000RR | 15   | +55.137   | 31º     |       |
| 26º  | 22 | Leroy Verboven        | Herman Verboven Racing      | Suzuki GSX 1000R | 15   | +1'08.194 | 33º     |       |
| 27º  | 85 | Libor Bucek           | Bucek Racing                | Honda CBR 1000RR | 15   | +1'08.375 | 32º     |       |
| 28º  | 26 | Tom van Looy          | Herman Verboven Racing      | Suzuki GSX 1000R | 15   | +1'17.824 | 36º     |       |
| 29º  | 97 | Tomas Holubec         | Akuna Racing                | Honda CBR 1000RR | 15   | +1'22.713 | 37º     |       |

#### Ritirati
| Nº | Pilota                 | Squadra                  | Motocicletta     | Giri | Griglia |
| -- | ---------------------- | ------------------------ | ---------------- | ---- | ------- |
| 44 | Alessandro Brannetti   | FbC Racing - Spamoto     | Aprilia RSV 1000 | 14   | 4º      |
| 94 | Yaron Salinger         | IRT Honda Israel         | Honda CBR 1000RR | 14   | 38º     |
| 34 | José Hurtado           | MIR Racing               | Suzuki GSX 1000R | 11   | 24º     |
| 89 | Jiri Kaderabek         | Akuna Racing             | Honda CBR 1000RR | 9    | 34º     |
| 35 | Christian Dal Corso    | PSG-1 Corse              | Ducati 999S      | 7    | 15º     |
| 21 | Alex Martinez          | Intermoto Czech Republic | Honda CBR 1000RR | 7    | 9º      |
| 15 | Pierrot Lerat-Vanstaen | Association Plein Gaz    | Suzuki GSX 1000R | 1    | 8º      |
| 79 | Stefano Bianco         | MNR Racing               | Suzuki GSX 1000R | 0    | 23º     |
| 72 | Dennis Hobbs           | Beowulf World            | Suzuki GSX 1000R | 0    | 22º     |